# Labena striata
Labena striata là một loài tò vò trong họ Ichneumonidae.